# Cymothoe elabontas
Cymothoe elabontas är en fjärilsart som beskrevs av William Chapman Hewitson 1871. Cymothoe elabontas ingår i släktet Cymothoe och familjen praktfjärilar. Inga underarter finns listade i Catalogue of Life.